# Antoinette Murat

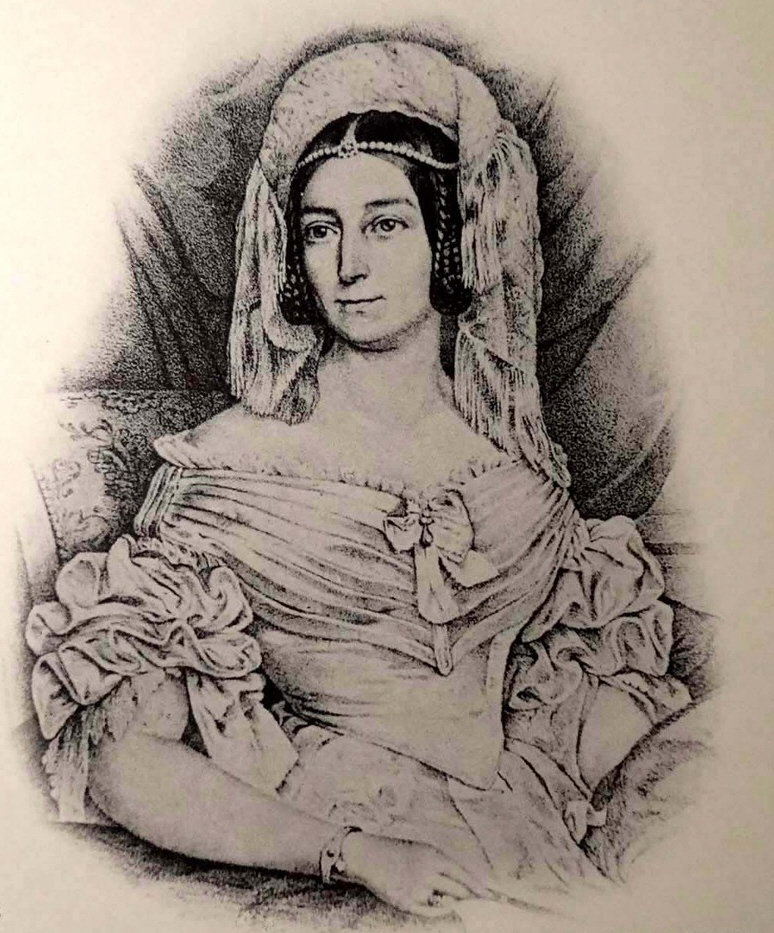
Antoinette, Fürstin von Hohenzollern-Sigmaringen

Antoinette Murat (auch Antoinette Marie Murat; * 3. Januar 1793 in Labastide-Murat bei Cahors; † 19. Januar 1847 in Sigmaringen) war eine französische Erbprinzessin und von 1831 bis zu ihrem Tod Fürstin von Hohenzollern-Sigmaringen.

## Leben
Antoinette war eine posthum geborene Tochter des Pierre Murat (1748–1792), eines Gastwirts aus Cahors, aus dessen Ehe mit Luise (1762–1793), Tochter des Aimery d’Astorg. Von ihren fünf Geschwistern lernte sie nur zwei kennen, die aber ihrerseits nicht das Erwachsenenalter erreichten. Als Antoinette sieben Jahre alt war, heiratete ihre Mutter ein zweites Mal. Dieser Ehe entstammten weitere Kinder. Antoinettes Vater war ein älterer Bruder des Joachim Murat, der mit Napoleon Bonapartes jüngster Schwester Caroline verheiratet war und zum Großherzog von Berg und König von Neapel aufstieg. Bei ihm wuchs die früh verwaiste Antoinette als dessen Mündel auf. Das Verhältnis zu Onkel und Tante war herzlich. Sie wurde in der Weltstadt Paris erzogen: Mit 13 Jahren besuchte sie das renommierte Institut der Madame Campan, ab 1806 erhielt sie im Élysée-Palast bei ihrem Onkel auf Veranlassung von Fürstin Amalie Zephyrine von Hohenzollern-Sigmaringen (1760–1841) Privatunterricht, als Notwendigkeit für das zukünftige Leben an der Seite von deren Sohn, des acht Jahre älteren Karl von Hohenzollern-Sigmaringen (1785–1853), nachmaligen Fürst von Hohenzollern-Sigmaringen. Amalie Zephyrine, die über ausgezeichnete Kontakte zu Kaiser Napoleon I. verfügte, unterrichtete ihren Mann Anton Aloys Fürst von Hohenzollern-Sigmaringen (1762–1831) im Mai 1806 über die avisierte eheliche Verbindung. Die Heirat aus politischen Gründen sollte im Oktober 1807 erfolgen. Man beschloss aber abzuwarten, bis Antoinette das 15. Lebensjahr erreichte. Die Eheschließung entsprach der Hochzeitspolitik Napoleon Bonapartes, Verheiratungen mit den drei bedeutenden süddeutschen Adelshäusern Bayern, Baden und Württemberg zu fordern. Der katholische Zweig des Hauses Hohenzollern war gemessen an diesen zwar ein altes Adelsgeschlecht, aber sowohl politisch als auch an Größe eher unbedeutend.
Im Februar 1808 erhob Napoleon I. Antoinette per kaiserlichem Dekret in den Stand einer Prinzessin. Sie heiratete am 3. Februar 1808 weltlich im Hôtel de Breteuil in Paris und am 4. Februar kirchlich. Beim Hochzeitsball war Napoleon gemeinsam mit seiner Gemahlin Joséphine anwesend. Fürst Anton Aloys „war indiskutabel“ und blieb der Hochzeit fern. Als Wittum wurde für Antoinette eine Leibrente von 10.000 französischen Francs vereinbart. Zur Hochzeit überreichte Joachim dem Bräutigam einen Mamluken-Säbel. Die eheliche Verbindung mit Antoinette trug ebenfalls zur Anerkennung der Souveränität des Fürstentums Hohenzollern-Sigmaringen bei.
Da Karl von seinem Dienst beim französischen Militär befreit wurde, ließ sich das Erbprinzenpaar im Juli 1808 im Schloss zu Krauchenwies nieder. Beim Einzug in die Fürstenresidenz Krauchenwies pflegte Karls Vater Fürst Anton Aloys sich in Bayern aufzuhalten, wohl um Amalie Zephyrine nicht zu sehen. Die junge Erbprinzessin Antoinette hatte sich auf vielerlei Veränderungen im ländlichen Krauchenwies gegenüber ihrem bisherigen Leben in der „grand monde“ einzustellen. Das war auch ein Grund, weshalb sie den Winter 1808/1809 in Neapel am Hofe ihres Onkels Joachim Murat verbrachte, um ab Mai 1809 wieder nach Krauchenwies zurückzukehren. Das Hofhaltungsbuch von 1809 gibt darüber Auskunft, dass die Hälfte des mit der Hofhaltung beauftragten Personals französischer Herkunft war. Deutsche Familiennamen finden sich nur unter den niedrigeren Bediensteten. Amalie Zephyrine versuchte, wohl in Verantwortlichkeit gegenüber ihrem Sohn, die Schwiegertochter bei Laune zu halten: Antoinette bezog Mode direkt aus Paris und Stoffe aus Straßburg, kaufte Luxusgüter aus Frankreich und pflegte die Französische Küche mit auserlesener Kost, was dazu führte, dass die Lieferantenfamilie Mandelli in ihrem Umfeld zu einem gewissen Reichtum kam. Die Küche führten Köche aus Frankreich, Küchenhilfen wurden nach Frankreich zur Schulung geschickt.
Karl weilte, in Befürchtung der Mediatisierung, Ende 1809 in Paris. Antoinette, die ihn liebend gerne in ihre „Heimat“ begleitet hätte, verbrachte diesen Winter erstmals schwanger in Krauchenwies. Am 6. Juli 1810 gebar sie in Krauchenwies eine Tochter, Karoline. Deren Paten wurden Joachim und Caroline Murat. 1811 erwartete das Ehepaar das zweite Kind. Am 7. September war ihnen das Glück beschieden, einen männlichen Stammhalter, Karl Anton, zu bekommen. Mit etwas Abstand kam 1815 die Tochter Amalie Antoinette in Sigmaringen zur Welt.
Das Paar kaufte 1817 das Schloss Weinburg in Thal bei Rheineck im Kanton St. Gallen. Für den Kauf entscheidend war wohl auch die Nähe zum Schloss Arenenberg, dem Wohnsitz von Hortense de Beauharnais, der Mutter des Kaisers Napoleon III. Antoinette war mit der Einrichtung des Anwesens im Rheintal betraut und schuf sich ein „kleines Frankreich“.
Im Jahr 1820, Antoinette war 27 Jahre alt, bekam das Paar das vierte und letzte Kind, Friederike. Sie wurde ebenfalls in Sigmaringen geboren.
Auch nach 20 Jahren am Sigmaringer Hof lebte Antoinette den französischen Lebensstil und die französische Kultur. Sie gab immer noch französischem Personal den Vorzug und legte weiterhin keinen Wert darauf, die deutsche Sprache zu lernen. So pflegte sie ihre Korrespondenz in französischer Sprache zu führen und las auch ausschließlich frankophone Literatur. Ihrer Verwandtschaft, vor allem ihrer Tante und ihrem Onkel gegenüber, bestätigte sie stets eine glückliche Ehe zu führen, bezeichnete aber einmal ihren Mann aufgebracht als „einen Wilden, der durch die Wildnis streift“. Die Erziehung der Töchter oblag ihr, was dazu führte, dass diese vornehmlich frankophil und frankophon erzogen wurden. Karolin war bis zu ihrem 17. Lebensjahr zur Erziehung an einem Pariser Institut. Über Amalie Antoinette, die Lieblingstochter von Antoinette, wusste Karl seinem Vater Anton Aloys zu berichten: „Mit dieser Tochter müssen andere Maßnahmen ergriffen werden“. – Sie bekam eine Gouvernante aus preußischem Haus, die sich aber später über das schlechte Benehmen von Amalie Antoinette beschwerte.
Ab 1831 trug sie den Titel der Fürstin von Hohenzollern-Sigmaringen. Als solche hatte sie auch noch eine französische Hofdame. Antoinette begann damit, die fürstliche Residenz Schloss Sigmaringen neu einzurichten: angefangen bei der Möblierung, über die Tapeten, bis zu den Spiegeln für den Speisesaal.

## Kritische Würdigung
Unter dem Gesichtspunkt, dass die Migrantin im Dienst der Dynastie sich in größerem Umfang selbst ihre Integration verweigerte, kann von ihr als „historische Integrationsverweigerin“ gesprochen werden, jedoch holte sie sich aber dafür „Frankreich“ nach Hohenzollern und öffnete somit dem Haus Hohenzollern-Sigmaringen den Zugang in die europäische Aristokratie. So verweilte als Gast der Fürstin der nachmalige französische Kaiser Napoleon III. oftmals in Sigmaringen.

## Nachkommen
Aus ihrer Ehe hatte Antoinette folgende Kinder:
- Karoline (1810–1885)

⚭ 1. 1839 Graf Friedrich Franz Anton von Hohenzollern-Hechingen (1790–1847)
⚭ 2. 1850 Johann Stäger von Waldburg (1822–1882)
- Karl Anton (1811–1885), Fürst von Hohenzollern, preußischer Ministerpräsident

⚭ 1834 Prinzessin Josephine von Baden (1813–1900)
- Amalie Antoinette (1815–1841)

⚭ 1835 Prinz Eduard von Sachsen-Altenburg (1804–1852)
- Friederike (1820–1906)

⚭ 1844 Marchese Gioacchino Napoleone Pepoli (1825–1881), ein Enkel von Joachim Murat